# St. Simon und Judas (Hedersleben)

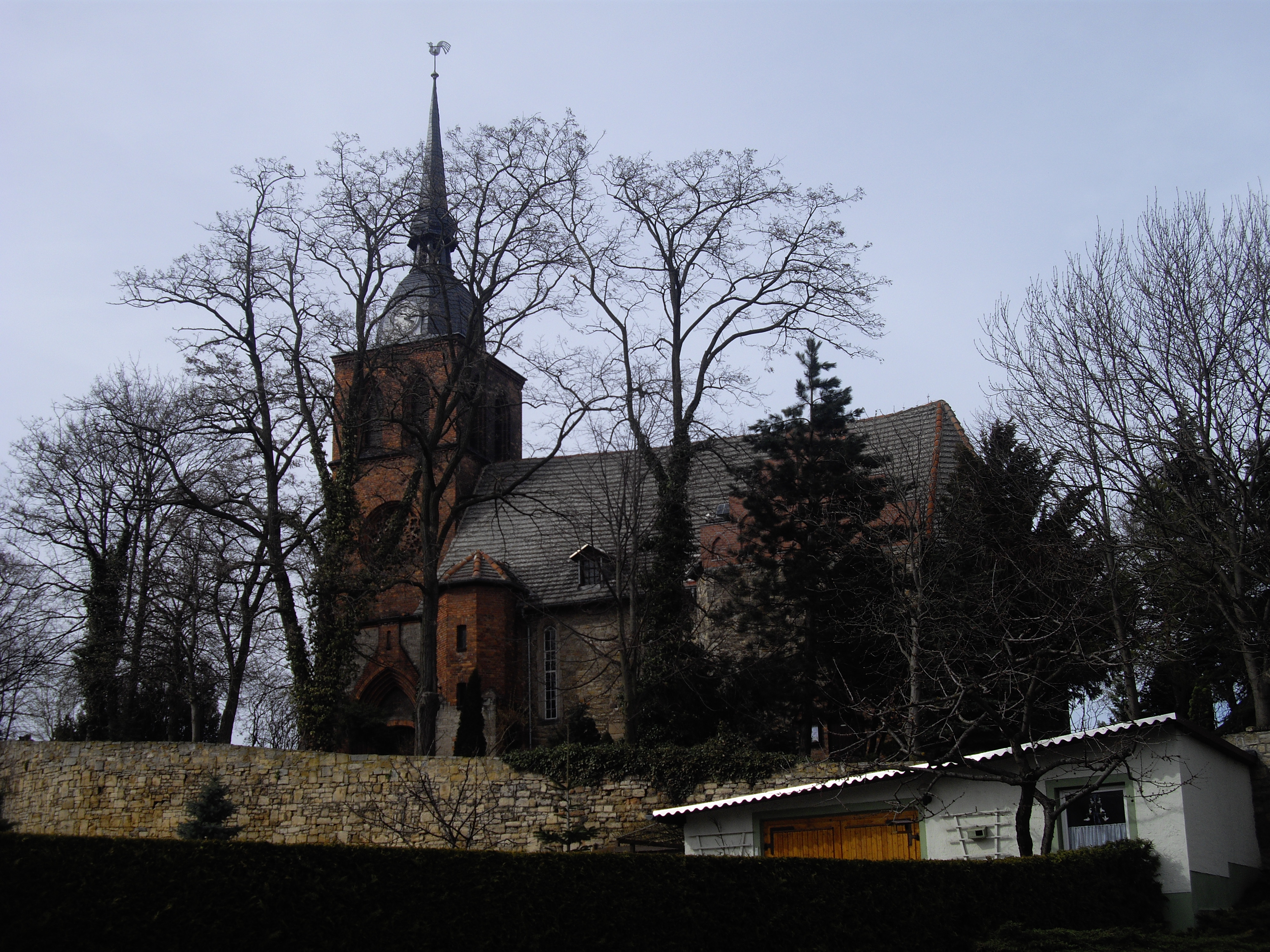
St. Simon und Judas in Hedersleben

Die evangelische Kirche St. Simon und Judas ist eine im Kern spätgotische Saalkirche im Ortsteil Hedersleben von Lutherstadt Eisleben im Landkreis Mansfeld-Südharz in Sachsen-Anhalt. Sie gehört zur Kirchengemeinde Dederstedt-Hedersleben im Pfarrbereich Kirche im Seegebiet der Evangelischen Kirche in Mitteldeutschland. Im Jahr 2013 wurde eine Schwammsanierung im Traufbereich der Kirche durch die Stiftung KiBa gefördert.

## Geschichte und Architektur
Die am Hang über dem Dorf gelegene Kirche ist eine im Kern spätgotische, ursprünglich dem Heiligen Stephanus geweihte Saalkirche mit schiffsbreitem, dreiseitigem Ostschluss aus Sandstein vom Anfang des 16. Jahrhunderts. Sie erhielt in den Jahren 1892/93 einen dreigeschossigen neugotischen Westturm aus Backstein sowie südliche Anbauten: einen neugotischen Treppenturm, am Chor doppelgeschossige Anbauten unter Einbeziehung eines polygonalen Treppenturms (wohl von 1587) und eine ehemalige Patronatsloge über der ehemaligen Sakristei, darüber ein neugotischer Treppengiebel mit schlanken Blendnischen aus Backstein.
Reste von spätgotischem und neugotischem Maßwerk sind in den schmalen Chorfenstern erhalten. In die Schiffsnordwand wurden im 18. Jahrhundert drei große, spitzbogige Fenster zur Beleuchtung der Nordempore eingebrochen. Das Innere ist mit einem hölzernen Tonnengewölbe abgeschlossen und wird von dreiseitigen Emporen eingefasst, die an der Nord- und Südseite zweigeschossig ausgebildet sind. An der Chorsüdseite befindet sich ein barocker Herrschaftsstand, ursprünglich der des Marschalls von Bieberstein, der danach von der Familie von Florstedt übernommen wurde. In den Brüstungsfeldern sind Fruchtgebinde und Erntedanksprüche angeordnet.

## Ausstattung
Das Hauptstück der Ausstattung ist ein Kanzelaltar mit seitlichen Durchgängen aus dem Jahr 1836 von N. Hartung, ähnlich dem in Oberrißdorf. Er zeigt auf Posamenten links Mose und rechts Johannes den Evangelisten. In der von zwei Säulen mit Kompositkapitellen gerahmten Ädikula ist der polygonale Kanzelkorb mit übereck gestellten Rosengebinden angebracht. Auf der Kanzeltür ist Christus als Schmerzensmann dargestellt. Auf dem Schalldeckel sind zwei Putti mit den Leidenswerkzeugen, einem Queroval eingeschrieben, dargestellt, ferner das hebräische Wort Jahwe, dahinter ein Pelikan mit dornenkronenähnlichem Nest. Darüber befindet sich im säulengerahmten Aufsatz ein triumphierender Christus zwischen Posaunenengeln auf dem Abschlussgebälk. Über den Türen des Altarumgangs sind sitzende, je zwei Wappenkartuschen haltende Engel angeordnet (links zweimal das preußische Wappen mit den Initialen FR für Fridericus Rex, rechts das Mansfelder Wappen).
Die neugotische Taufe, datiert 1877, wurde von der Familie Florstedt gestiftet. Die Orgel ist ein Werk aus dem Jahr 1892/93. Auf der Nordempore, gegenüber dem Herrschaftsstand befindet sich ein stark beschädigter barocker Epitaphrahmen, vermutlich des Marschalls von Bieberstein, mit Arnstedter Wappen und Ahnenprobe. Auf dem Kirchhof sind verschiedene barocke Grabsteine erhalten.